# Prosoplus celebicus
Prosoplus celebicus är en skalbaggsart som beskrevs av Stefan von Breuning 1959. Prosoplus celebicus ingår i släktet Prosoplus och familjen långhorningar.
Artens utbredningsområde är Sulawesi. Inga underarter finns listade i Catalogue of Life.